# Tchitrec du Congo
Terpsiphone rufocinerea
Espèce
Statut de conservation UICN

 LC  : Préoccupation mineure
Le Tchitrec du Congo (Terpsiphone rufocinerea) est une espèce d'oiseaux de la famille des Monarchidae.

## Répartition
Ce taxon se rencontre dans les pays suivants : Angola, Cameroun, Gabon, Guinée équatoriale, République centrafricaine, République du Congo, République démocratique du Congo.

## Systématique
Le nom valide complet (avec auteur) de ce taxon est Terpsiphone rufocinerea Cabanis, 1875.
Ce taxon porte en français le nom vernaculaire ou normalisé suivant : Tchitrec du Congo.